# Bosaro
Bosaro est une commune italienne de la province de Rovigo dans la région Vénétie en Italie.

## Administration
| Période                                  | Période | Identité | Étiquette | Qualité |
| ---------------------------------------- | ------- | -------- | --------- | ------- |
|                                          |         |          |           |         |
| Les données manquantes sont à compléter. |         |          |           |         |

### Hameaux
Balladore, Bosco del Monaco, Chiaviche Roncagalle, Gagliani, Gorghetto, Passo

### Communes limitrophes
Arquà Polesine, Guarda Veneta, Polesella, Pontecchio Polesine, Rovigo